# Serixia robusta
Serixia robusta är en skalbaggsart som beskrevs av Stefan von Breuning 1950. Serixia robusta ingår i släktet Serixia och familjen långhorningar. Inga underarter finns listade i Catalogue of Life.